# 堺市民芸術文化ホール
1. ・ホール内観（客席から見たステージ）
2. ・ホール内観（ステージから見た客席）
3. ・ホワイエ 等

堺市民芸術文化ホール（さかいしみんげいじゅつぶんかホール）は、大阪府堺市堺区にある市民会館・多目的ホール。愛称は、フェニーチェ堺。

## 概要
大阪市以南最大のホールとして堺市民会館跡地に建設され、2019年（令和元年）10月1日に開館した。大ホールは、2000席の客席数を有し、主舞台前の客席最前部にオーケストラピットを備える。
設計は柳澤孝彦＋TAK建築研究所・MORI デザイン建築事務所JV。施工は大成建設。堺市文化振興財団が管理・運営している。

### 堺市民会館
当館の前身にあたる堺市民会館は、1965年（昭和40年）の開館以来、さまざまなイベントで利用されてきたが、施設・設備の老朽化に伴う建て替えのため、2014年（平成26年）3月31日をもって閉館。

## アクセス
- 南海高野線堺東駅西口から徒歩10分
- 南海本線堺駅南口から南海バス1番乗り場、2番乗り場の全ての行き先にて約6分、一条通（市民会館前）バス停下車
- 南海本線堺駅前から南海バス1番乗り場河内松原駅前行きにて約7分、一条通（市民会館前）バス停下車
- 大阪中央環状線（国道310号）一条通交差点を西へすぐ

## 外部サイト
- フェニーチェ堺（日本語）
- フェニーチェ堺（堺市民芸術文化ホール）　堺市
- 堺市民会館閉館のお知らせ